# Aníbal Vázquez
Aníbal José Vázquez Fernández (Ujo, 28 de noviembre de 1954 - Mieres, 12 de noviembre de 2023) fue un minero, sindicalista y político español, alcalde de Mieres durante doce años.

## Trayectoria
Nació en la localidad asturiana de Ujo en 1954. A los 18 años se convirtió en minero, en el pozo Llamas de Ablaña. En 1977, empezó a trabajar en el pozo Nicolasa de Hunosa. Además, fue jugador de fútbol sala en el San Martín, un equipo de tercera división.
En las elecciones municipales de 1979 es una de las firmas que respaldan la candidatura del Movimiento Comunista de España, y a principios de los años 1980 colaboró con el Partido Comunista. Desde 1986, militó en Izquierda Unida, partido recién fundado. Formó parte del movimiento sindical minero, siendo dirigente sindical en el Pozo Nicolasa, además de ocupar varios cargos en Comisiones Obreras, tanto a nivel regional como nacional. Entre otros, en los años 90 del siglo XX fue el responsable nacional de seguridad y salud laboral de CC.OO. También formó parte del órgano permanente de Seguridad Minera, de la Junta de Participación del Instituto Nacional de Silicosis y de la Comisión Negociadora del Convenio Mundial de Seguridad en la Organización Internacional del Trabajo. Además, fue el presidente de la Comisión Mixta de Armonización de Condiciones de Trabajo en relación con la Unión Europea.
Abandonó el sindicalismo al prejubilarse como minero en 1998. A finales de la década de 1990, presidió la organización cultural y gastronómica local Tertulia 17. Fue uno de los fundadores de la Asociación Cultural y Minera Santa Bárbara, y se convirtió en su primer presidente, ejerciendo el cargo entre 2002 y 2011. En 2015 se convirtió en vicepresidente segundo de la Federación Española de Municipios y Provincias y ocupó diferentes cargos en la Asociación de las Comarcas Mineras.
Tras jubilarse en 2010, decidió presentarse a las elecciones municipales de 2011, siendo elegido alcalde de Mieres por primera vez. Fue reelegido en el cargo por mayoría absoluta en las elecciones municipales de 2015, 2019 y 2023. En todas las ocasiones renunció a su sueldo como alcalde. Se convirtió en uno de los alcaldes de España con mayor respaldo ciudadano.
Falleció a consecuencia de un cáncer el 12 de noviembre de 2023 en el Hospital Vital Álvarez-Buylla de Mieres a los 68 años.

## Reconocimientos
Los vecinos de Mieres rindieron homenaje a Vázquez tras su fallecimiento en la plaza del ayuntamiento de la localidad asturiana. Además, el ayuntamiento de Mieres declaró tres días de luto oficial y se inició una petición popular para denominar al parque de la Mayacina de la ciudad con el nombre de Aníbal Vázquez.
En 2024, fue condecorado junto a la artista Consuelo Vallina, la investigadora Adonina Tardón, el primer alcalde de la democracia de Laviana, Pablo García y el director de El Comercio, Marcelino Gutiérrez, con la Medalla de Asturias, siendo esta la máxima condecoración de la región que concede el Gobierno del Principado de Asturias.